# Mariusz Fornalczyk
Mariusz Fornalczyk, né le 15 janvier 2003 à Bytom en Pologne, est un footballeur polonais qui évolue au poste d'ailier gauche au Widzew Łódź.

## Biographie

### Carrière en club
Né à Bytom en Pologne, Mariusz Fornalczyk est formé par le Polonia Bytom avant de rejoindre le Pogoń Szczecin à l'été 2020, signant un contrat de trois ans le 27 juin 2020. Il fait sa première apparition en équipe première dès le 22 août 2020, lors d'une rencontre de championnat face au KS Cracovie. Il entre en jeu et son équipe s'incline par deux buts à un.
Le 24 février 2021, Fornalczyk prolonge son contrat jusqu'en juin 2024 avec le Pogoń Szczecin.
Fornalczyk inscrit son premier but en professionnel le 2 avril 2022, à l'occasion d'une rencontre de championnat face au Górnik Łęczna. Titulaire, il ouvre le score et participe ainsi à la victoire de son équipe par quatre buts à zéro.
Le 8 janvier 2024, Mariusz Fornalczyk quitte définitivement le Pogoń Szczecin et s'engage en faveur du Korona Kielce. Il signe un contrat courant jusqu'en juin 2026,.

### En sélection
Mariusz Fornalczyk représente l'équipe de Pologne des moins de 17 ans pour un total de trois matchs joués en 2020. Il marque notamment un but contre la Norvège le 8 février, (2-2 score final).
Après de bonnes prestations avec son club du Pogoń Szczecin, Mariusz Fornalczyk est convoqué pour la première fois avec l'équipe de Pologne espoirs en mars 2022. Il joue son premier match face à Israël le 24 mars 2022. Il entre en jeu et les deux équipes se neutralisent (2-2 score final).
Le 11 octobre 2024, Mariusz Fornalczyk marque son premier but avec les espoirs, contre le Kosovo. Titulaire, il ouvre le score et participe à la victoire de son équipe par quatre buts à zéro.